# Китайско кино
Китайско кино е киното, правено в Китай.
Под този термин също често се разбира киното на Хонконг, Макао, Тайван, Сингапур, както и в САЩ и други страни, на китайски език и тематика.
Към 2010 г. китайското кино е 3-та филмова индустрия по брой на правените годишно филми. През 2011 в Китай са направени 791 филма , китайските филми печелят 54% от общите продажби на кинобилети възлизащи на 2,06 млрд. долара. Продажбите на билети за Китайските филми нараства с 33,3% през 2011 и към първата четвърт на 2012 задминава японските филми, като заемат второ място по продажби в свeта.